# Who's That Girl (canción)
«Who's That Girl» es una canción interpretada por la cantante estadounidense Madonna, incluida en la banda sonora de la película del mismo nombre, dirigida por James Foley y protagonizada por Madonna. La cantante empezó a trabajar en la banda sonora del filme, titulado en un primer momento Slammer, en marzo de 1987. Con el objetivo de que las canciones se basaran en los personajes y situaciones de la cinta, contactó a Patrick Leonard, con quien había compuesto y producido su anterior álbum de estudio, True Blue (1986), y le explicó que necesitaba una canción de tempo rápido, por lo que aquel compuso el estribillo mientras que Madonna escribió la letra y terminó de componer el resto de la melodía. Dado que tuvo problemas para encontrar una palabra que rimara con Slammer, una vez desarrollada, nombró a la canción «Who's That Girl» y decidió cambiar el nombre de la película por esta última, pues consideró que sería un mejor título.
Producida por Madonna y Leonard, «Who's That Girl» es una canción pop de ritmo rápido que incorpora la caja de ritmos, una línea de bajo sintetizada y el sonido distante de las cuerdas. Además, continúa con la temática latina iniciada en su anterior sencillo, «La isla bonita», al alternar frases en inglés y en español. En términos generales, obtuvo reseñas variadas de la crítica; mientras que algunos periodistas y escritores la elogiaron como la mejor canción de la banda sonora y una de las más importantes de su carrera, otros, por el contrario, manifestaron que no representaba un trabajo destacable en su discografía. Además, recibió constantes comparaciones con «La isla bonita», lo que atrajo opiniones tanto positivas como negativas. Por otro lado, obtuvo nominaciones a mejor canción original en la 45.ª entrega de los Globo de Oro y a mejor canción escrita para una película o televisión en la 30.ª edición de los premios Grammy.
Las compañías Sire y Warner Bros. Records publicaron «Who's That Girl» como el sencillo principal de la banda sonora el 29 de junio de 1987 en Europa y al día siguiente en Estados Unidos. Desde el punto de vista comercial, alcanzó el primer puesto en Bélgica, Canadá, Dinamarca, Irlanda, Italia, los Países Bajos, Polonia, Portugal y el Reino Unido y estuvo entre los cinco primeros en otros países europeos. En Estados Unidos, fue el sexto número uno de Madonna en la lista Billboard Hot 100, lo que representó la mayor cantidad para cualquier artista durante la década de 1980 y la primera en lograr tantos números uno como solista. Además, tuvo el mayor debut en la historia del conteo European Airplay Top 50 de la revista Music & Media, al ingresar en el tercer puesto, y fue el séptimo número uno de la cantante allí.
Bajo la dirección de Peter Rosenthal, el videoclip alterna fragmentos de la película con escenas nuevas de acción en vivo. La cantante aparece vestida como un chico, lo cual llama la atención de un adulto y un grupo de niños que la observan con asombro. Este estilo, comparado con el de Michael Jackson, representó una imagen nueva de «latina moderna». Madonna incluyó el tema en el primer encore de su segunda gira Who's That Girl (1987) y casi treinta años después interpretó una versión acústica en el Rebel Heart Tour de 2015-2016. Tras su publicación, algunos artistas realizaron una versión especialmente para álbumes homenaje a Madonna. A pesar de su éxito comercial, no apareció en el primer disco de grandes éxitos de la artista, The Immaculate Collection (1990), hecho que varios críticos notaron, pero años después formó parte de Celebration (2009).

## Antecedentes y desarrollo
En 1987, Madonna protagonizó Who's That Girl, una comedia screwball dirigida por James Foley, quien previamente había trabajado con Madonna en los videoclips de «Live to Tell» y «Papa Don't Preach». Titulada en un primer momento Slammer, interpretó a Nikki Finn, descrita como una «mujer luchadora y de espíritu libre destinada a ocupar un lugar entre las grandes heroínas cómicas de la pantalla». En la cinta, se le acusa de un homicidio que no cometió e insiste en que es inocente; tras concedérsele libertad condicional tiempo después, se propone «limpiar su nombre». Junto con el «formal, ambicioso y dedicado» abogado Loudon Trott (estelarizado por Griffin Dunne), que debe llevarla hacia la estación de autobús de regreso a Filadelfia y luego entregar un ejemplar de puma concolor a Montgomery Bel (John Mills), un cliente muy importante, Finn se ve envuelta en 36 horas de aventuras, que culminan con la escena en la que interrumpe la boda de Trott para anunciar la identidad del verdadero asesino.
Madonna empezó a trabajar en la banda sonora en marzo de 1987 y continuó hasta el mes siguiente. Su objetivo era que las canciones se basaran en los personajes y las situaciones de la película, por lo que contactó a Patrick Leonard, con quien había compuesto y producido su anterior álbum de estudio, True Blue (1986). Le explicó que necesitaba una canción de tempo rápido, de tal forma que las letras reflejaran la experiencia de su personaje. De esta manera, aquel compuso el estribillo en una cinta y se la entregó a Madonna, quien acudió un día jueves al estudio de grabación. Mientras el productor trabajaba en otras partes, la cantante compuso el resto de la melodía y escribió la letra en la trastienda del estudio. Dado que tuvo problemas para encontrar una palabra que rimara con Slammer, una vez desarrollada, la nombró «Who's That Girl» y decidió cambiar el nombre de la película por esta última, pues consideró que sería un mejor título. Leonard, que estuvo de acuerdo con el cambio, afirmó que el tema se grabó en un solo día; al respecto, detalló que la cantó solo una vez, en una sola toma, y al día siguiente agregaron las guitarras y las percusiones. Sobre la música, la artista comentó: «Los temas no necesariamente tratan sobre Nikki, ni están escritos para que alguien como ella los cante, pero creo que hay un espíritu en esta música que capta tanto la película como el personaje».

## Composición
«Who's That Girl» es una canción pop de ritmo rápido compuesta en el habitual estilo musical de Madonna, pues incorpora la caja de ritmos, una línea de bajo sintetizada y el sonido distante de las cuerdas. Continúa con la temática latina iniciada en «La isla bonita», su anterior sencillo, con sus frases en español durante el estribillo, las trompetas en la segunda estrofa, el interludio instrumental y los loops latinos. Santiago Fouz-Hernández, uno de los editores de Madonna's Drowned Worlds: New Approaches to Her Cultural Transformations (2004), afirmó que el estribillo repitió la «fórmula exitosa» de «La isla bonita», esto es, «un pastiche musical que mezcla el sonido de percusión cubana con guitarras españolas y maracas». En el mismo libro, Keith E. Clifton observó que «Who's That Girl», entre otras canciones, era otro ejemplo de la afición de Madonna por la música hispana. Según la partitura publicada en Musicnotes por Alfred Publishing Co. Inc., se establece en un compás de 4/4, con un tempo medio de «funk latino» de 104 pulsaciones por minuto. Está compuesta en la tonalidad de la menor y el registro vocal de la intérprete se extiende desde la nota sol3 a si4. Sigue una progresión armónica de la menor9-sol-dosus2 en la introducción y luego cambia a re menor-do-sol en la primera estrofa.
De acuerdo con Rikky Rooksby, autor de The Complete Guide to the Music of Madonna (2004), las tres partes de la canción —la estrofa, el estribillo y el puente— «son tan potentes» como la otra. En esta última parte, que se repite dos veces, la artista canta Light up my life / No one can help me now («Ilumina mi vida, ya nadie puede ayudarme»). Hay una modulación en las estrofas y voces multipista en versos como She's smiling / An invitation to the dance («Ella sonríe, una invitación al baile»). También emplea un efecto sonoro provocado por múltiples líneas vocales, técnica que ya había sido utilizada anteriormente por bandas como The Beach Boys en «I Get Around» (1964) y «God Only Knows» (1966), que combinan varias líneas principales en su fade-out, así como R.E.M. en «Fall on Me» (1986) y «Near Wild Heaven» (1991). «Who's That Girl» utiliza este efecto en el último estribillo, donde se entrelazan tres o cuatro hooks vocales diferentes.
Madonna interpreta la canción en tercera persona y la letra trata sobre el cuidado que se debe tener ante una «chica tan atractiva porque te romperá el corazón», lo cual se evidencia en las líneas When you see her, say a prayer and kiss your heart goodbye / She's trouble in a word, get closer to the fire («Cuando la veas, reza una oración y despídete de tu corazón, en pocas palabras, ella da problemas, acércate más al fuego»). Durante el estribillo, pregunta tanto en inglés como en español ¿Quién es esa niña? / Who's that girl? / Señorita, más fina / Who's that girl? Patricia Pisters, en un análisis en el libro Madonna's Drowned Worlds, escribió que la obra de Madonna «revisa constantemente una serie de temas centrales que incluyen la autoestima, el control, el amor, la sexualidad, la religión y/o espiritualidad». En el caso de «Who's That Girl», señaló que «insiste en la idea de "feminidad" como algo muy productivo».

## Publicación
Las compañías Sire y Warner Bros. Records publicaron «Who's That Girl» como el primer sencillo de la banda sonora. La primera fecha de lanzamiento ocurrió en Europa el 29 de junio de 1987, mientras que, en Estados Unidos, al día siguiente. No obstante, en el Reino Unido, estuvo disponible a partir del 6 de julio de ese año. El vinilo de 7" y el casete incluían como lado A la versión original de «Who's That Girl» —con una duración de 3:58— y como lado B «White Heat», perteneciente a su anterior álbum True Blue. También salió a la venta otro vinilo como parte de la edición Sire Back to Back Hits que, en lugar de «White Heat», contenía «Causing a Commotion», el siguiente sencillo de la banda sonora. Cabe resaltar que «Who's That Girl» fue la primera canción de la cantante en publicarse en casete; a partir de entonces, todos sus siguientes sencillos se editarían en dicho formato.
La remezcla de «Who's That Girl», a cargo de Steve Thompson y Mike Barbiero, cuenta con teclados de Ed Terry que, según Brian Chin de Billboard, «le dan un aire más hip hop latino». Dicha remezcla, descrita como «anticuada» por el escritor Marc Andrews, apareció como una versión extendida de 6:28 y otra versión dub de 5:05 en el vinilo de 12" y en un maxisencillo en casete. La versión extendida también figuró en un disco ilustrado de 12" de edición limitada en el Reino Unido, junto con «White Heat», así como en un CD publicado en Europa en 1995. Además de la banda sonora, la canción figuró posteriormente en el maxi CD The Holiday Collection (1991), junto con «Holiday» (1983), «True Blue» (1986) y «Causing a Commotion» (1987), y en el álbum de grandes éxitos Celebration (2009). Para el 35.º aniversario de la banda sonora, Rhino Records editó en abril de 2022 Who's That Girl (Super Club Mix), un EP de cinco pistas con remezclas de «Who's That Girl» y «Causing a Commotion». El lanzamiento formó parte del evento anual Record Store Day y estuvo disponible de manera limitada —solo 7500 copias— en un vinilo rojo de 12".

## Recepción comercial

### Estados Unidos
En Estados Unidos, Warner Bros. envió a las tiendas 105 000 casetes y 446 000 vinilos de «Who's That Girl»; Rich Fitzgerald, de la discográfica, mencionó que las ventas habían sido «especialmente buenas» en el país. Tras su lanzamiento, recibió difusión en 193 de las 227 estaciones del territorio, por lo que, el 11 de julio de 1987, debutó en el puesto 32 de la lista Hot 100 Airplay. En esa misma fecha, ingresó en el número 43 en el Billboard Hot 100 y fue el duodécimo sencillo consecutivo de Madonna en lograr el mayor debut de la semana. Luego de que ascendiera a la séptima posición en la edición del 8 de agosto, empató con Lionel Richie como los únicos artistas de la década de 1980 en tener trece top diez consecutivos en la lista.
Dos semanas después, desplazó a «I Still Haven't Found What I'm Looking For» de la banda irlandesa U2 y se convirtió en el sexto número uno de Madonna; con ello, anotó dos récords en ese momento: representó la mayor cantidad para cualquier artista durante la década —por lo que superó a Hall & Oates, Richie y Phil Collins, con cinco cada uno— y fue la primera en lograr tantos números uno como solista. Madonna logró este hito en solo tres años y medio de carrera, hazaña que el periodista Paul Grein consideró «especialmente digna de mención», dado que no obtuvo su primer número uno, «Like a Virgin», hasta en la segunda mitad de la década. Fue asimismo la 635.ª canción que llegó al primer puesto en la historia del Hot 100, su tercer número uno proveniente de una película —tras «Crazy for You» de Vision Quest (1985) y «Live to Tell» de At Close Range (1986)— y su duodécimo top cinco consecutivo, la tercera artista con la mayor cantidad después de Elvis Presley y The Beatles. Permaneció dieciséis semanas en total y ocupó el 42.º lugar en la lista anual de 1987. Para agosto de 2022, pasó a ser el decimocuarto sencillo más exitoso de la cantante en el Hot 100.
Ocupó la primera posición en Hot 100 Airplay, Hot 100 Singles y Hot Crossover 30, así como la segunda en Hot Dance 12" Singles, la quinta en Adult Contemporary, la 44.ª en Dance Club Songs y la 78.ª en Hot R&B/Hip-Hop Songs. En noviembre de 2008, con motivo del 50.º aniversario de Warner, Billboard reveló las canciones más exitosas de la compañía y «Who's That Girl» se ubicó en el número 90; casi cuatro años después, en enero de 2012, la revista publicó los sencillos más exitosos de Sire Records en el Hot 100 y el tema quedó en el undécimo puesto. También lideró los conteos Top 100 Singles y Top 12" Dance Singles de Cash Box, así como los de Gavin Report y Hits, respectivamente. En la revista Radio & Records, marcó el decimotercer top diez consecutivo y séptimo número uno de Madonna en la lista CHR/Pop, donde estuvo dos semanas consecutivas en el primer lugar y once en total. Para fin de año, fue la 28.ª canción más reproducida en el formato CHR. «Who's That Girl» también ingresó a las listas de adulto contemporáneo de Radio & Records, donde alcanzó el quinto puesto y permaneció once semanas en total, y de Gavin Report, donde ocupó el sexto lugar. Por último, se ubicó en la octogésima posición en el Top Black Contemporary Singles de Cash Box. En octubre de 1987, Lou Dennis, vicepresidente y director de ventas de Warner Bros., confirmó que «Who's That Girl» fue el sencillo en casete más vendido de la discográfica; para junio de 1988, las ventas en dicho formato superaban los 100 000 ejemplares en el país.

### Europa
«Who's That Girl» se convirtió en el mayor debut en la historia de la lista European Airplay Top 50 de Music & Media, tras ingresar en el tercer puesto el 18 de julio de 1987, récord que estableció anteriormente la banda británica Bronski Beat en 1984 con su canción «Why». La editora Machgiel Bakker mencionó que «ningún otro artista ha logrado romper tantos récords como Madonna en Music & Media en los últimos tres años». El 8 de agosto de ese año, subió al primer lugar donde estuvo dos semanas seguidas; con ello, anotó su séptimo número uno, «otro logro único» según la revista. En el European Hot 100 Singles, que recopila las ventas de sencillos en dieciocho países del continente, alcanzó la segunda posición en su décima semana, por detrás de «I Just Can't Stop Loving You» de Michael Jackson. Permaneció veintinueve semanas en total, tres de ellas en el segundo lugar de manera consecutiva, y marcó el duodécimo top diez de Madonna en la lista; para diciembre, fue el séptimo sencillo más vendido del año en Europa. Sumado a ello, con motivo del quinto aniversario de Music & Media, ocupó el 49.º lugar de los más exitosos del Hot 100 durante el período de marzo de 1984 a marzo de 1989.
En Bélgica, Dinamarca, Irlanda, los Países Bajos, Polonia y Portugal, llegó a la primera posición, mientras que, en Italia, permaneció once semanas consecutivas en lo más alto del conteo de Musica e dischi y fue la canción más exitosa del año. En el Reino Unido, ingresó al tercer puesto del UK Singles Chart el 18 de julio y, en la edición siguiente, subió al primer lugar, por lo que fue el quinto número uno de la cantante. Permaneció diez semanas en total y fue el vigésimo sencillo más vendido de 1987. El éxito se trasladó al ranquin Top Dance Singles de Music Week, donde también llegó al primer puesto. Obtuvo un disco de plata por la Industria Fonográfica Británica (BPI, por sus siglas en inglés) por la venta de 200 000 unidades; para octubre de 2010, la cifra ascendía a 380 000 copias, de modo tal que fue el decimoséptimo sencillo de la cantante con mayores ventas en el país. En Alemania, España, Finlandia, Francia, Grecia, Noruega, Suecia y Suiza, el tema se ubicó en el segundo lugar de sus correspondientes listas; en los casos de Alemania, España, Finlandia, Suecia y Suiza, «It's a Sin» del dúo británico Pet Shop Boys evitó que «Who's That Girl» ocupara el primer lugar. En Francia, también recibió un disco de oro por parte de la Syndicat National de l'Édition Phonographique (SNEP) tras superar los 500 000 ejemplares. Por último, ocupó los puestos cuatro y seis en Austria e Islandia, respectivamente. Tras su relanzamiento en vinilo en abril de 2022, ingresó a la tercera posición en Hungría, mientras que, en el Reino Unido, alcanzó los números dos, tres y trece en Vinyl Singles, Physical Singles y Singles Sales, respectivamente, y fue el vigésimo segundo sencillo en vinilo más vendido de dicho año.

### Otros mercados
En la lista Oricon de Japón, «Who's That Girl» tuvo su debut el 13 de julio de 1987 en el puesto 57 y, en la edición siguiente, alcanzó el 35. Estuvo presente once semanas y vendió 35 650 copias ese año. En Sudáfrica, donde ocupó la sexta posición del conteo elaborado por Springbok Radio, fue el séptimo top diez consecutivo de Madonna y logró estar catorce semanas en total.
En Canadá, ingresó en el puesto 83 del Top 100 Singles de RPM el 11 de julio de 1987 y, tan solo un mes después, ya había vendido 40 000 copias en casete y en vinilo de 7"; finalmente, el 29 de agosto, ascendió hasta lo más alto. Estuvo veintitrés semanas en total, cuando hizo su última aparición el 12 de diciembre en el puesto 100, y finalizó como el duodécimo sencillo más exitoso del año. En el conteo Adult Contemporary, ocupó la tercera casilla por detrás de «La bamba» de Los Lobos y «One Hearbeat» de Smokey Robinson. El buen recibimiento comercial continuó en la revista The Record, también de Canadá, donde estuvo dos semanas seguidas en el primer puesto de los más vendidos. Fue uno de los ocho sencillos en lograr un disco de oro en 1987, entregado por la Canadian Recording Industry Association (CRIA), tras la venta de 50 000 copias en el país.
En Australia, «Who's That Girl» ingresó a la decimoséptima posición de la lista de Kent Music Report en la edición del 3 de agosto; tras cuatro semanas, alcanzó el número siete y para fin de año ocupó el lugar 66 de los más vendidos. En Nueva Zelanda, debutó el 16 de agosto en el octavo puesto y el 30 de ese mes subió hasta el segundo, solo después de «La bamba» de Los Lobos. Estuvo catorce semanas en total, ocho de ellas en los diez primeros lugares, y fue el decimocuarto sencillo más vendido del año.

## Recepción crítica
| Si «suave y despreocupada» describe la actuación de Madonna en la película como Nikki, tal frase también puede aplicarse acertadamente a «Who's That Girl», la canción principal de Madonna y Pat Leonard, que recuerda inmediatamente al verano en la ciudad. La primera estrofa, cuando llega, es una deliciosa mezcla de inglés y español puertorriqueño, un generoso elogio a la Nueva York de mediados de los 80, donde todos los carteles oficiales y menús de hamburgueserías están en ambos idiomas. —Robert Matthew-Walker en su reseña a «Who's That Girl». |

En términos generales, «Who's That Girl» obtuvo reseñas variadas de los críticos y periodistas musicales. Entre los comentarios positivos, ha sido elogiada como la mejor canción de la banda sonora, como es el caso de Daryl Easlea, uno de los editores de Madonna: Blond Ambition (2012), que añadió que «ofrecía un claro resumen de todo su trabajo hasta la fecha». Rikky Rooksby la llamó «encantadora» y una de las «mejores versiones del estilo musical original de Madonna». Aseguró también que era su primera canción «cuyo estribillo podría describirse como si tuviera una cualidad evocadora». De manera similar, Matthew Rettenmund, autor de la Encyclopedia Madonnica (1995), la describió como «relajada y evocadora» y declaró que se encontraba entre las más destacadas del álbum. Además, mencionó que el título sería aprovechado tiempo después por los medios de comunicación como una «buena excusa para psicoanalizar a Madonna y destacar su presencia enigmática a la luz de su sobreexposición». Igualmente, el escritor Marc Andrews expresó que, como tema mediático constante, el título «también llegó a reflejar las constantes reinvenciones de Madonna». Para el biógrafo y periodista J. Randy Taraborrelli, era la «música por excelencia de Madonna: vibrante, atrevida y melódica, con acento latino». Eduardo Viñuela, uno de los editores de Bitch She's Madonna (2018), declaró que era «especialmente significativo» no solo en su carrera, sino «en la historia de la música popular». La revista Cash Box predijo que sería un «éxito seguro» y lo llamó uno de sus trabajos musicales «más convincentes». Otra opinión favorable provino de Jim Zebora del Record Journal, quien admitió que oír «Who's That Girl» era un «placer», además de que «te atrapa y te hace mover». Asimismo, sintió que la letra en español le daba «un enfoque exótico a los ritmos latinos» y que el «puente melódico culmina los muchos placeres de esta canción». Stephen Holden de The New York Times lo llamó uno de los sencillos más populares del año y añadió que «tiene la energía boyante de un acróbata que da volteretas en un trampolín». En su reseña a la película, Jay Boyar del Orlando Sentinel aseguró que los seguidores de la artista disfrutarían más de la música de la banda sonora, especialmente de la canción principal, descrita como «nostálgica y atractiva». En un análisis disco por disco de Madonna, Jim Farber de Entertainment Weekly aseguró que el tema era lo único «digno de mención» en la banda sonora, mientras que Juan Carlos Cabrera de Terra Stereo, en su comentario a Celebration (2009), expresó que se encontraba entre la música «más fresa» de la artista, «pero no menos interesante». Barry Walters de Wondering Sound notó que el «melancólico puente», en el que canta No one can help now, era «el primer momento indefenso» de su discografía. Oggie Ramos del Manila Standard comentó que, con unos «pegadizos balbuceos en español en los estribillos, rodeados de la magia del teclado de Patrick Leonard», el resultado fue una «sabrosa ración de música dance suave».
Un punto que varios críticos pusieron énfasis fue la similitud con «La isla bonita». En este sentido, Billboard sostuvo que continuaba con la «sensación rítmica» de su anterior sencillo, mientras que Music & Media, en un comentario similar, notó que la intérprete «reanuda las inclinaciones latinas que tan exitosamente utilizó en "La isla bonita"». En otra reseña favorable, Ron Fell y Diane Rufer de Gavin Report, que la describieron como una «delicia veraniega para toda la gama de la música pop», manifestaron que «se sumerge en una dulce pista de percusión latina al estilo "La isla bonita"». Joe Brown de The Washington Post comentó que «Madonna sigue cortejando al lucrativo mercado hispano» y, en esta ocasión, su interpretación «hace que la repetitividad de las letras resulte más melodiosa». No obstante, remarcó que su voz sonaba «cada vez más como sus imitadores, como un clon generado por computadora». Vince Aletti de Rolling Stone opinó que el tema «surge de la estela» de «La isla bonita», por lo que parece «tan poco prometedor», pero al final «se impone con su brillante canto bilingüe». Tom Breihan de Stereogum —que la calificó con cinco puntos de diez— explicó que, por sí sola, la canción era una «pieza musical perfectamente aceptable», con un ritmo «impecable y potente» y algunas partes melódicas «pegadizas», pero no funcionaba de la misma manera que «La isla bonita»; en este sentido, detalló: «Madonna sigue con su falso español. El hook es totalmente en espanglish y no suena cómoda ni fluida cantándolo, aunque ella misma haya escrito la letra. El ritmo de la canción —los sintetizadores centelleantes, las congas y las guitarras— no es más que Madonna y Patrick Leonard tomando todo lo que acababan de hacer en "La isla bonita" y dándole repetición. [...] "Who's That Girl" debería recordarse como un fiasco total: una estrella del pop que copia su último sencillo, se permite una apropiación cultural muy poco brillante y se pasa toda la canción cantando una letra estúpida sobre lo tan fina que es». Según Marc Andrews, era una «versión inferior» de «La isla bonita».
Otra cuestión que algunos críticos notaron es que, aunque el tema alcanzó el primer lugar en «casi todos los países», no figuró en The Immaculate Collection (1990), el primer álbum de grandes éxitos de Madonna. Este hecho se mencionó en el libro The All Music Guide to Electronica: The Definitive Guide to Electronic Music (2001); Vladimir Bogdanov, uno de los editores, sostuvo que fue uno de sus «mayores éxitos» que no estuvo presente en el disco. Rooksby escribió que quedó excluido debido a que tuvo «tantos éxitos» en sus primeros años de carrera que «no hubo sitio» para canciones como «Who's That Girl». De manera similar, Rettenmund consideró que muchos de sus éxitos tuvieron que ser «sacrificados», como «Who's That Girl». Tom Breihan de Stereogum explicó que, por más que significó una canción «realmente importante» para su carrera, la razón por la que «no pudo tener un lugar» en el material fue porque era «un sencillo mediocre». No tan distante, Stephen Thomas Erlewine de AllMusic afirmó que no se encontraba entre los mejores trabajos de la intérprete, opinión que compartieron Bill Lamb de Dotdash y Al Walentis de Reading Eagle; este último sintió que ninguna de las canciones de Madonna de la banda sonora era «tan fresca o emocionante» como sus anteriores trabajos «más atractivos». Igualmente, John Alroy y David Bertrand Wilson, editores del sitio Wilson and Alroy's Record Reviews, acordaron que, más allá de su éxito comercial, no era por este tema «por lo que el mundo» recordaría a Madonna. Paul Grein de Billboard observó que la canción también había suscitado «quejas dispersas de que Madonna estaba empezando a repetirse y que su sonido estaba agotándose un poco». Erika Wolf de Albumism concluyó: «Independientemente de lo que uno piense hoy sobre Madonna cantando en español —si fue apropiación cultural o una forma de unificar y conectar un mundo que era mucho menos mundano en 1987—, la canción mantiene un cierto lugar en su canon, al documentar una época en la que estaba en la cima de la transición de estrella del pop neoyorquina a megaestrella del pop».

### Reconocimientos
En la quinta edición de los ASCAP Pop Awards, celebrada en mayo de 1988 por la American Society of Composers, Authors and Publishers (ASCAP), Madonna obtuvo una placa como reconocimiento por su composición en «Who's That Girl», que había sido una de las canciones más escuchadas del año en Estados Unidos. La cantante recibió otra distinción similar en los ASCAP Film and Television Music Awards por el mismo tema. Por su parte, Leonard también fue honrado por su trabajo como compositor en los premios BMI. Obtuvo nominaciones a mejor canción original en la 45.ª entrega de los Globo de Oro y a mejor canción escrita para una película o televisión en la 30.ª edición de los premios Grammy, aunque perdió ambas, respectivamente, ante «(I've Had) The Time of My Life» de Dirty Dancing —compuesta por John DeNicola, Donald Markowitz y Franke Previte— y «Somewhere Out There» de An American Tail —compuesta por James Horner, Barry Mann y Cynthia Weil—.
«Who's That Girl» fue reconocida como una de las mejores canciones de 1987 por publicaciones como Chart Beats, Melody Maker, The Face y Yahoo! Los lectores de Rolling Stone la eligieron como la quinta mejor canción de una película, pero también como el quinto peor sencillo del año. Asimismo, estuvo entre los mejores y peores sencillos y vídeos de la temporada en las encuestas anuales de los lectores de la revista argentina Pelo y de la británica Smash Hits. Brian Galindo de BuzzFeed y Stacy Hensley de Examiner lo nombraron uno de los más destacados de Madonna de los años 1980, mientras que la revista en línea Queerty la incluyó en la lista de sus mejores canciones en español y expresó que fue «lo bastante simple como para que ella la interpretara de forma convincente y lo bastante pegadiza como para que los admiradores la recordaran y pudieran cantarla». Aunado a ello, ha sido incluido entre los treinta mejores temas de toda su carrera por medios como PopMatters, Rolling Stone, The Daily Telegraph, la edición en español de Vanity Fair, The Arizona Republic y VH1. En el año 2000, quedó en el décimo lugar en una votación realizada por sus admiradores para determinar su mejor canción número uno en Estados Unidos. Tres años después, en una encuesta similar, la revista Q solicitó a sus lectores que votaran los veinte mejores sencillos de la artista y «Who's That Girl» quedó en el decimonoveno puesto. Para Paul Grein de Billboard, había sido una de las canciones ignoradas por la Academia para los premios Óscar. No tan distante, Matthew Rettenmund opinó que era una de las tantas canciones que compuso Madonna para una película que «merecía un Óscar». En un artículo de mayo de 1989, Jim Richliano de Billboard comentó que «Who's That Girl» demostró que las radios top 40 «eran accesibles a la música pop con sabor latino» y observó que, tras su éxito en Estados Unidos, artistas nuevos como Brenda K. Starr, Sweet Sensation y Sa-Fire publicaron sencillos que mantenían el género.

## Vídeo musical

### Antecedentes y sinopsis
El videoclip de «Who's That Girl» fue rodado en Los Ángeles bajo la producción de James Foley y Joel Stillman para Broadcast Arts Inc. Dirigido por Peter Rosenthal, alterna fragmentos de la película con escenas nuevas de acción en vivo. Madonna había adoptado un «llamativo» cabello rubio platino en la película, que retomaba la figura de las comedias screwball de los años 1930. Sin embargo, para el vídeo de la canción, apareció vestida como un chico —con un sombrero pastel de cerdo y el cabello castaño erizado— en un estilo descrito como una mezcla entre Michael Jackson y el personaje de la leyenda El flautista de Hamelín.
En el vídeo, Madonna luce su cabello recogido y un atuendo andrógino, lo cual llama la atención de un adulto y un grupo de niños que la observan con asombro. Según el escritor Marc Andrews, este look representó una imagen nueva de «latina moderna». A continuación, se visualizan varias escenas de la película. En otra toma, visita a una vidente que le muestra la carta de la Suma Sacerdotisa con la caricatura de su personaje Nikki Finn y, a continuación, abre una caja y encuentra un cristal blanco brillante, mismo que proyecta escenas del filme —concretamente, los créditos iniciales animados—. Los niños y el adulto la encuentran y cerca del final de la canción bailan con ella «con adoración».

### Recepción
El videoclip se estrenó en MTV en los primeros días de julio de 1987 y, durante nueve semanas, tuvo «alta rotación» en el canal. Tiempo después, figuró en It's That Girl (1987) y She's Breathless (1990), dos VHS promocionales de edición limitada publicados solo en el Reino Unido, y en 2009 se incluyó en el DVD recopilatorio Celebration: The Video Collection. En la televisión europea, «Who's That Girl» fue el séptimo vídeo más transmitido de 1987. Matthew Rettenmund lo llamó «creativo» y «precioso [pero] que rara vez se emitió después». Mark Elliott de Dig! le pareció «encantador y discreto» y notó la inspiración de Madonna en el «carismático atractivo de Michael Jackson» y en la caricatura de El flautista de Hamelin que, según el autor, ya se había visto originalmente en el videoclip de «Open Your Heart» (1986). Justin Wyatt, en su libro High Concept: Movies and Marketing in Hollywood (1994), declaró que «Madonna, la cantante, mira con nostalgia a Madonna, la comediante y actriz de Who's That Girl». Genna Rivieccio de Culled Culture mencionó que, aunque «se vio obligada a recurrir a lo que, en gran medida, equivalía a un vídeo con escenas de película», recalcó que «hizo todo lo posible por crear un contenido original». Además, señaló que «Levitating (The Blessed Madonna Remix)» (2020) —de la cantante británica Dua Lipa— incluyó algunas referencias al videoclip de «Who's That Girl».
En un comentario variado, Vincent Canby de The New York Times señaló que, si bien el propósito del vídeo era publicitar la película, «promovió todo lo que era menos atractivo» de la misma. Explicó además que, en aquella época, Madonna era una «joven inteligente, astuta y pragmática, una intérprete de energía vigorizante» que se asemejaba a la imagen de Marilyn Monroe, pero con la «mordacidad entusiasta, desenvuelta y cómica de Jean Harlow», cualidades que, según el autor, reflejaban la «verdadera Madonna», pero que el vídeo no logró capturarlas: «En cambio, se concentra en la personalidad histéricamente desagradable que la estrella debe interpretar en las primeras escenas [de la película]. No atrae ni a los que nunca la han visto ni a los que admiran a Madonna en sus mejores videoclips». Rivieccio observó que la calidad del vídeo era «extraña y etérea» y añadió que «se podría haber prestado más atención a la fotografía, pero, teniendo en cuenta que Warner probablemente solo quería crearlo como una vía rápida para promocionar la película (que fracasaría en la taquilla de todos modos), era de esperarse lo mínimo». Más negativa fue Tamara Ikenberg de Los Angeles Times, que no quedó conforme y lo tachó de un «fiasco».

## Presentaciones en vivo y versiones

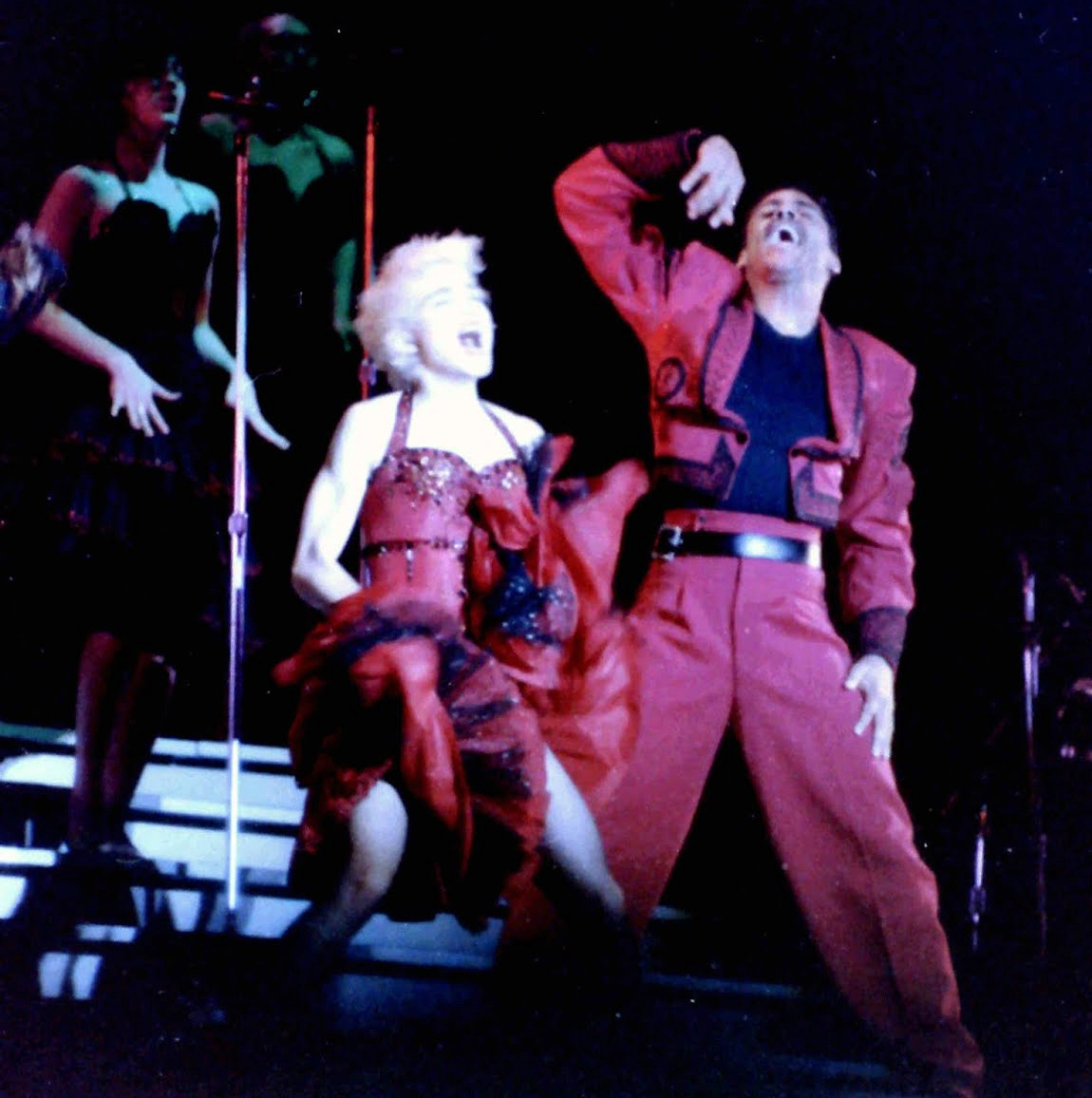
Madonna luciendo un vestido rojo de cabaré español durante la presentación de «Who's That Girl» en la gira del mismo nombre

Madonna interpretó «Who's That Girl» en su segunda gira —también titulada Who's That Girl— de 1987. Fue la anteúltima canción del repertorio, después de «La isla bonita» y antes de «Holiday», y cerraba el primer encore del espectáculo. Para la ocasión, lució el mismo vestido rojo de cabaré español que en el anterior número de «La isla bonita». La actuación tuvo un final más «dramático»; la artista se acercaba al frente del escenario a oscuras y preguntaba al público repetidamente el título de la canción «en un triste cántico que se fue haciendo cada vez más ensimismado e inquietante». En su reseña al concierto en el Madison Square Garden de Nueva York, Vince Aletti de Rolling Stone lo calificó como un tema «emotivo» y escribió que «Madonna nos incitó a buscar una respuesta lo suficientemente amplia como para encajar en esta brillante y camaleónica actuación». La autora Lucy O'Brien comentó que cantó el título del tema «una y otra vez hasta que resonó en el auditorio en forma fantasmal. "¿Quién es esa chica?", recitó, como si intentara decidirse». La biógrafa Michelle Morgan remarcó que la presentación había sido, junto con los demás temas del último segmento del concierto, «probablemente la más enérgica». Por su parte, Richard Harrington de The Washington Post lo citó como uno de los números más débiles del espectáculo. La presentación figuró en los videoálbumes Who's That Girl: Live in Japan, filmado en Tokio (Japón) en junio de 1987, y Ciao Italia: Live from Italy, rodado en Turín y Florencia (Italia) en septiembre de ese mismo año.

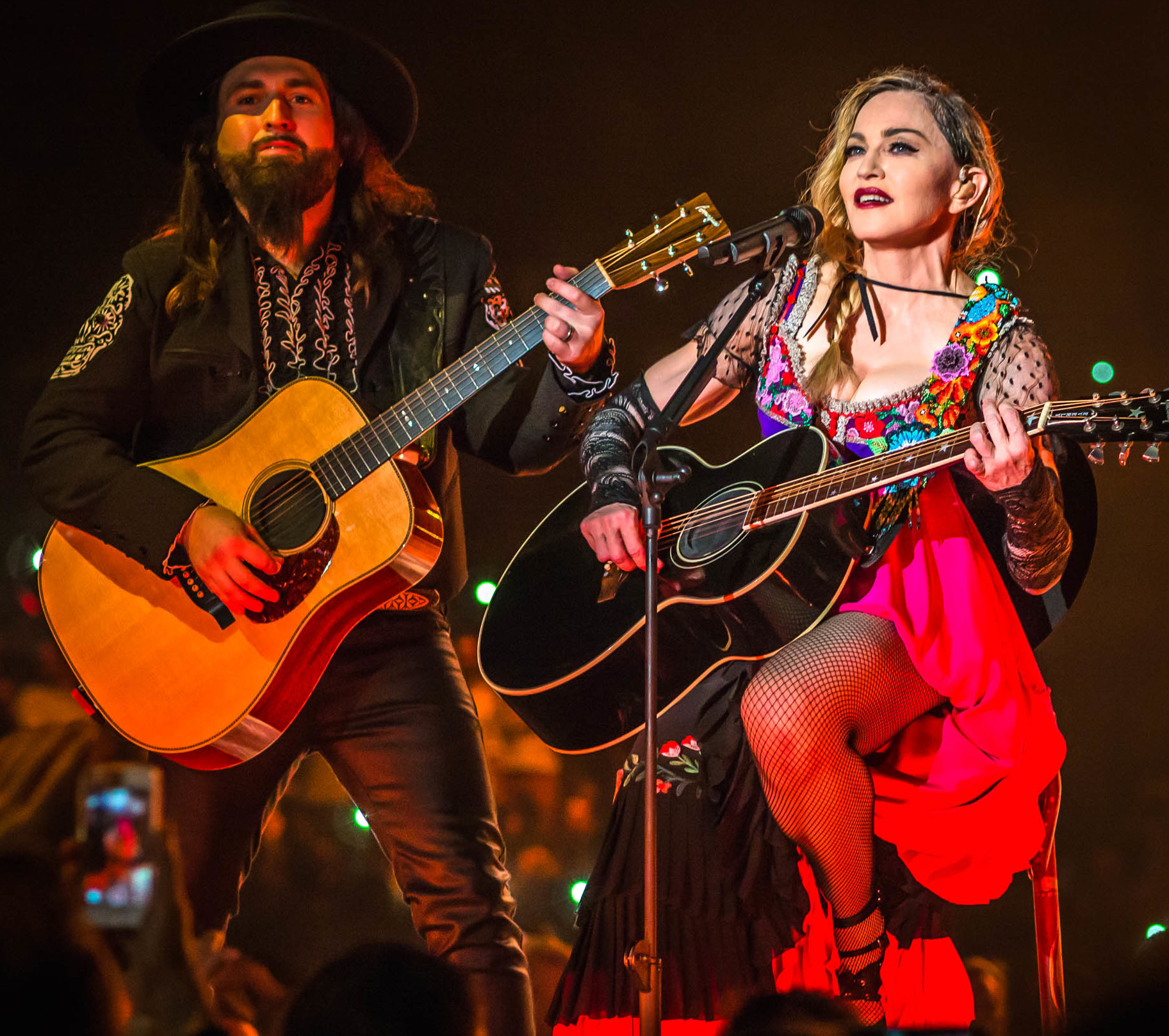
Madonna interpretando una versión acústica de «Who's That Girl» en el Rebel Heart Tour (2015-2016)

Casi treinta años después, en el Rebel Heart Tour (2015-2016), Madonna interpretó una versión acústica de «Who's That Girl» con «tintes de flamenco». Figuró en el tercer acto del concierto titulado Latin/Gypsy, que incluía temática mexicana, y lució un vestido característico del Día de Muertos diseñado por Alessandro Michele de la marca Gucci. En la parte del estribillo, cuando cantaba who's that girl, el público respondía el siguiente verso, «¿quién es esa niña?». Finalizada la presentación, admitió que le había llevado «mucho tiempo responder quién era esa chica en particular», aunque, en el espectáculo realizado en el Madison Square Garden de Nueva York, dijo a sus admiradores que aún no tenía una respuesta para esa pregunta: «Todavía no lo sé. Sigo sin saberlo. Creo que se supone que no debo saberlo; quizá de eso va la vida, de averiguar quién diablos eres». En el primero de los dos conciertos de México, dedicó el tema a Frida Kahlo, una de sus mayores influencias artísticas, y declaró: «Quiero dedicarle esta canción porque ella siempre se buscó a sí misma en sus pinturas al igual que yo lo hago en mis canciones». Rob Sheffield de Rolling Stone lo llamó el momento «más emotivo de la noche», opinión que compartió Mark Savage de la BBC, mientras que Jed Gottlieb del Boston Herald lo calificó como «magnífico».
Tras su publicación, algunos artistas realizaron una versión de «Who's That Girl» especialmente para álbumes homenaje a Madonna. Por ejemplo, Geneva Jacuzzi, vocalista de la agrupación estadounidense The Bubonic Plague, interpretó una versión synth pop para el álbum de indie rock Through the Wilderness, publicado en 2007 por la compañía Manimal Vinyl; Stephen M. Deusner de Pitchfork le otorgó un comentario negativo, pues sintió que estaba «más allá de la capacidad de la banda para salvarla, aunque me imagino que pocos artistas podrían hacerlo». Algunas orquestas grabaron una versión instrumental, como la Royal Philharmonic Orchestra para el disco Material Girl: RPO Plays Music of Madonna (1998), The Gary Tesca Orchestra para Who's That Girl: The Madonna Story, Vol. 1 (2006) y The Sunset Lounge Orchestra para The Madonna Cool Down Experience (2010). La canción «Light Up My Life» (2021), de los DJ y productores neerlandeses Jack Wins y Joe Stone, incluye un sample de «Who's That Girl» que fue autorizado por la propia Madonna.

## Lista de canciones y formatos
| 7" / Casete |                                       |          |  |
| N.º         | Título                                | Duración |  |
| 1.          | «Who's That Girl» (versión del álbum) | 3:58     |  |
| 2.          | «White Heat» (versión del álbum)      | 4:25     |  |

| 12" / Maxi casete |                                       |          |  |
| N.º               | Título                                | Duración |  |
| 1.                | «Who's That Girl» (versión extendida) | 6:28     |  |
| 2.                | «Who's That Girl» (versión dub)       | 5:05     |  |
| 3.                | «White Heat» (versión del álbum)      | 4:25     |  |

| 12" / Disco ilustrado de 12" (edición limitada) / CD |                                       |          |  |
| N.º                                                  | Título                                | Duración |  |
| 1.                                                   | «Who's That Girl» (versión extendida) | 6:28     |  |
| 2.                                                   | «White Heat» (versión del álbum)      | 4:25     |  |

| The Holiday Collection (1991) |                       |          |  |
| N.º                           | Título                | Duración |  |
| 1.                            | «Holiday»             | 6:09     |  |
| 2.                            | «True Blue»           | 4:17     |  |
| 3.                            | «Who's That Girl»     | 3:58     |  |
| 4.                            | «Causing a Commotion» | 4:06     |  |

| Who's That Girl (Super Club Mix) (2022) |                                           |          |  |
| N.º                                     | Título                                    | Duración |  |
| 1.                                      | «Who's That Girl» (versión extendida)     | 6:29     |  |
| 2.                                      | «Causing a Commotion» (Movie House Mix)   | 9:40     |  |
| 3.                                      | «Causing a Commotion» (Silver Screen Mix) | 6:33     |  |
| 4.                                      | «Who's That Girl» (versión dub)           | 5:05     |  |
| 5.                                      | «Causing a Commotion» (versión dub)       | 7:04     |  |

## Posicionamiento en listas
| País/Continente   | Lista (1987)                            | Posición más alta |
| ----------------- | --------------------------------------- | ----------------- |
| Alemania          | Offizielle Deutsche Charts              | 2                 |
| Australia         | Kent Music Report                       | 7                 |
| Austria           | Ö3 Austria Top 40                       | 4                 |
| Bélgica (Flandes) | Ultratop 50                             | 1                 |
| Canadá            | RPM Top 100 Singles                     | 1                 |
| Canadá            | RPM Adult Contemporary                  | 3                 |
| Canadá            | The Record                              | 1                 |
| Dinamarca         | IFPI                                    | 1                 |
| España            | AFYVE                                   | 2                 |
| Estados Unidos    | Billboard Hot 100                       | 1                 |
| Estados Unidos    | Adult Contemporary                      | 5                 |
| Estados Unidos    | Hot 100 Airplay                         | 1                 |
| Estados Unidos    | Hot 100 Sales                           | 1                 |
| Estados Unidos    | Hot Crossover 30                        | 1                 |
| Estados Unidos    | Hot Dance Club Play                     | 44                |
| Estados Unidos    | Hot Dance 12" Singles Sales             | 2                 |
| Estados Unidos    | Hot R&B/Hip-Hop Songs                   | 78                |
| Estados Unidos    | Cash Box Top 100 Singles                | 1                 |
| Estados Unidos    | Cash Box Top Black Contemporary Singles | 80                |
| Estados Unidos    | Cash Box Top 12" Dance Singles          | 1                 |
| Estados Unidos    | Gavin Report Top 40                     | 1                 |
| Estados Unidos    | Gavin Report Adult Contemporary         | 6                 |
| Estados Unidos    | Hits Top 50 Singles                     | 1                 |
| Estados Unidos    | Observer-Reporter The Hit List          | 3                 |
| Estados Unidos    | R&R CHR/Pop                             | 1                 |
| Estados Unidos    | R&R Adult Contemporary                  | 5                 |
| Europa            | European Hot 100 Singles                | 2                 |
| Europa            | European Airplay Top 50                 | 1                 |
| Finlandia         | Suomen virallinen lista                 | 2                 |
| Francia           | SNEP                                    | 2                 |
| Grecia            | IFPI                                    | 2                 |
| Irlanda           | IRMA                                    | 1                 |
| Islandia          | RÚV                                     | 6                 |
| Italia            | Musica e dischi                         | 1                 |
| Japón             | Oricon                                  | 35                |
| Noruega           | VG-lista                                | 2                 |
| Nueva Zelanda     | RMNZ                                    | 2                 |
| Países Bajos      | Dutch Top 40                            | 1                 |
| Países Bajos      | Single Top 100                          | 2                 |
| Polonia           | LP3                                     | 1                 |
| Portugal          | IFPI                                    | 1                 |
| Reino Unido       | UK Singles Chart                        | 1                 |
| Reino Unido       | Top Dance Singles                       | 1                 |
| Sudáfrica         | Springbok Radio                         | 6                 |
| Suecia            | Sverigetopplistan                       | 2                 |
| Suiza             | Schweizer Hitparade                     | 2                 |

| País        | Lista (2022)           | Posición más alta |
| ----------- | ---------------------- | ----------------- |
| Hungría     | Single Top 40          | 3                 |
| Reino Unido | Physical Singles Chart | 3                 |
| Reino Unido | Singles Sales Chart    | 13                |
| Reino Unido | Vinyl Singles Chart    | 2                 |

| País/Continente   | Lista (1987)                   | Posición |
| ----------------- | ------------------------------ | -------- |
| Alemania          | Offizielle Deutsche Charts     | 22       |
| Australia         | Kent Music Report              | 66       |
| Bélgica (Flandes) | Ultratop 50                    | 10       |
| Canadá            | RPM Top 100 Singles            | 12       |
| Dinamarca         | IFPI                           | 4        |
| Estados Unidos    | Billboard Hot 100              | 42       |
| Estados Unidos    | Hot Crossover 30               | 10       |
| Estados Unidos    | Hot Dance 12" Singles Sales    | 48       |
| Estados Unidos    | Cash Box Top 50 Singles        | 14       |
| Estados Unidos    | Observer-Reporter The Hit List | 82       |
| Estados Unidos    | R&R CHR/Pop                    | 28       |
| Estados Unidos    | R&R Adult Contemporary         | 63       |
| Europa            | European Hot 100 Singles       | 7        |
| Francia           | SNEP                           | 15       |
| Italia            | Musica e dischi                | 1        |
| Noruega           | VG-lista Sommer                | 5        |
| Nueva Zelanda     | RMNZ                           | 14       |
| Países Bajos      | Dutch Top 40                   | 5        |
| Países Bajos      | Single Top 100                 | 9        |
| Reino Unido       | UK Singles Chart               | 20       |
| Suiza             | Schweizer Hitparade            | 10       |
| País              | Lista (2022)                   | Posición |
| Reino Unido       | Vinyl Singles Chart            | 22       |

| País         | Lista (1980-1989) | Posición |
| ------------ | ----------------- | -------- |
| Países Bajos | Dutch Top 40      | 61       |

| País           | Lista (2021)        | Posición |
| -------------- | ------------------- | -------- |
| Estados Unidos | Songs of the Summer | 363      |

## Certificaciones y ventas
| País (organismo certificador)     | Certificación | Unidades certificadas/Ventas |
| --------------------------------- | ------------- | ---------------------------- |
| Canadá (CRIA)                     | Oro           | 50 000                       |
| Estados Unidos Sencillo en casete | —             | 100 000                      |
| Francia (SNEP)                    | Oro           | 500 000                      |
| Japón                             | —             | 35 650                       |
| Reino Unido (BPI)                 | Plata         | 200 000 / 380 000            |

## Créditos y personal
- Madonna: voz, composición, producción
- Patrick Leonard: composición, producción
- Michael Barbiero: producción adicional, mezcla
- Steve Thompson: producción adicional, mezcla
- Michael Verdick: masterización

Créditos adaptados de las notas del sencillo en CD de «Who's That Girl» y de la banda sonora.